# Dianthus uralensis
Dianthus uralensis är en nejlikväxtart som beskrevs av Sergei Ivanovitsch Korshinsky. Dianthus uralensis ingår i släktet nejlikor, och familjen nejlikväxter. Inga underarter finns listade i Catalogue of Life.

## Bildgalleri

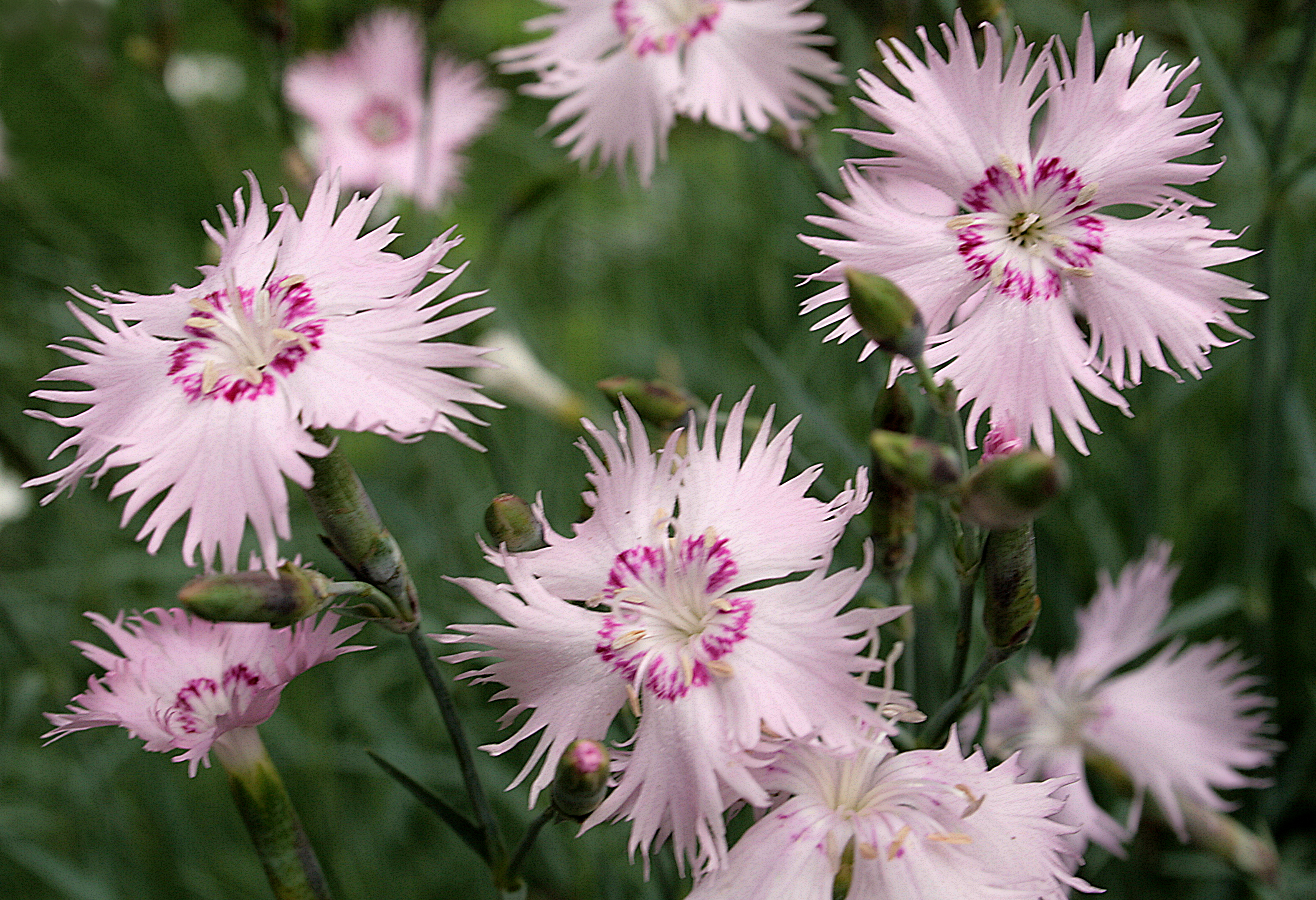
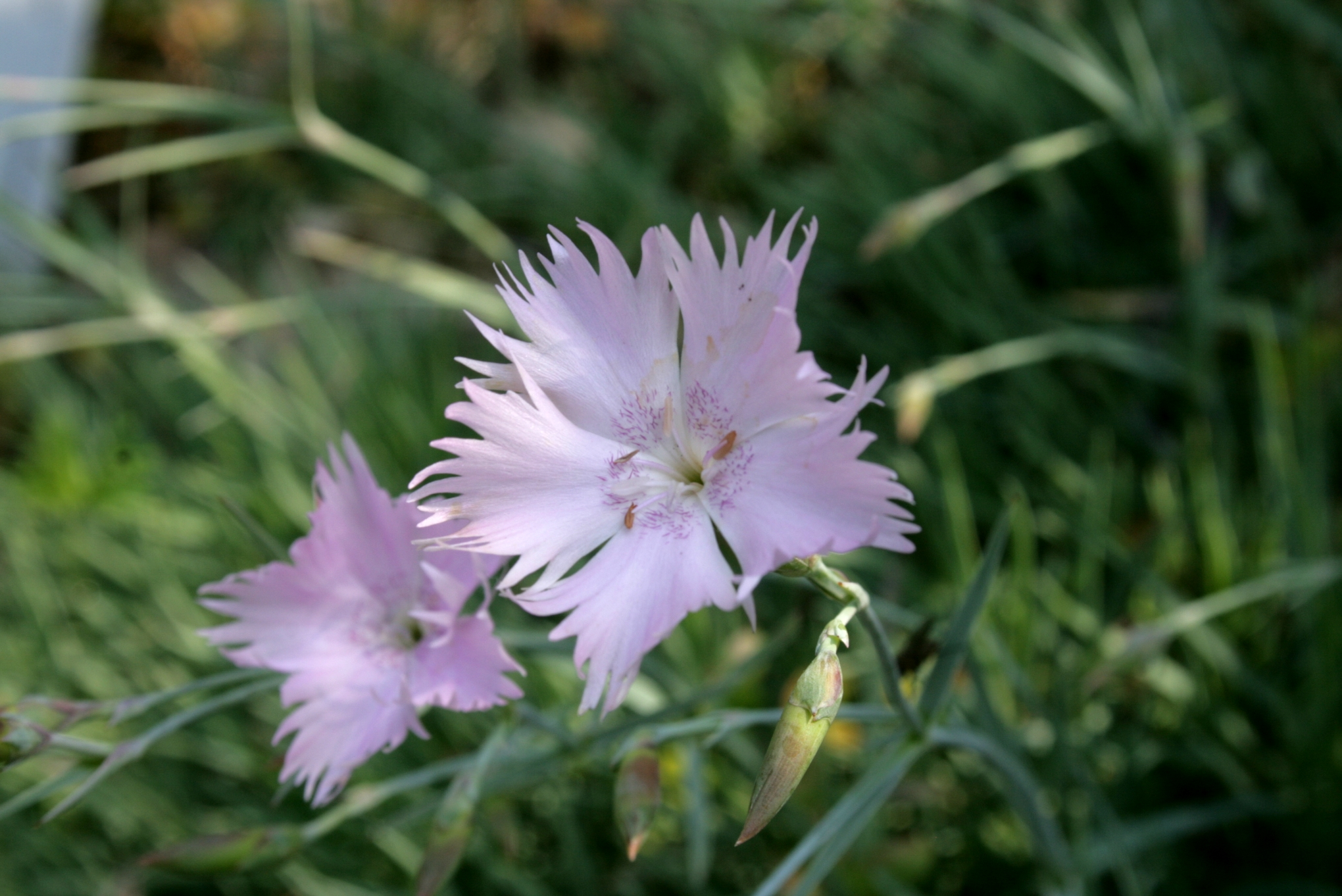
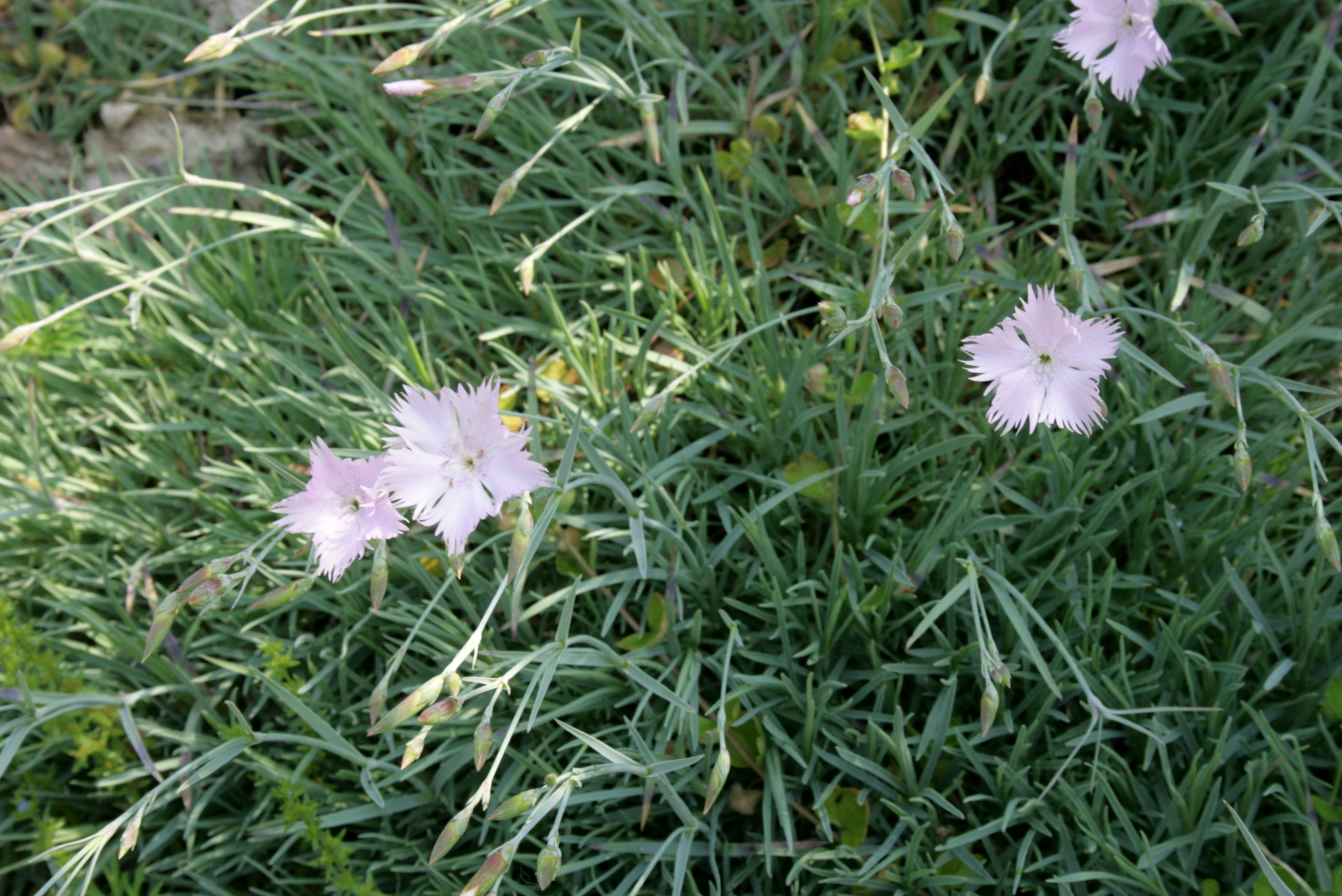